# Sân bay quốc tế Vũ Túc Thái Nguyên
Sân bay Vũ Túc Thái Nguyên (Hán văn giản thể: 太原武宿国际机场; Hán văn phồn thể: 太原武宿國際機場; pinyin: Tàiyuán Wǔsù Guójì Jīchǎng) (mã sân bay ICAO: ZBYN, mã sân bay IATA: TYN) là một sân bay ở thành phố Thái Nguyên, tỉnh Sơn Tây, Trung Quốc. Đây là sân bay lớn nhất tỉnh, có cự ly 15 km về phía đông nam trung tâm Thái Nguyên. Được xây dựng năm 1939, từ tháng 3 năm 2006, sân bay này đã được nâng cấp mở rộng lên công suất 6 triệu lượt khách mỗi năm, công tác xây dựng hoàn thành năm 2007.

## Hãng hàng không và tuyến bay
| Hãng hàng không                        | Các điểm đến |
| -------------------------------------- | --- |
| Air China                              | Bắc Kinh-Thủ đô, Thành Đô, Hàng Châu |
| Air China vận hành bởi Dalian Airlines | Đại Liên |
| Air Macau                              | Macau |
| Beijing Capital Airlines               | Quế Lâm, Hải Khẩu, Hàng Châu, Tam Á |
| Chengdu Airlines                       | Thành Đô, Đại Liên |
| China Eastern Airlines                 | Bắc Kinh-Thủ đô, Changzhi, Thành Đô, Trùng Khánh, Đại Liên, Phúc Châu, Quảng Châu, Hàng Châu, Côn Minh, Nam Kinh, Nam Ninh, Ordos, Thanh Đảo, Thượng Hải-Hồng Kiều, Thượng Hải-Phố Đông, Thâm Quyến, Ôn Châu, Vũ Hán, Hạ Môn, Yantai |
| China Eastern Airlines                 | Bangkok-Suvarnabhumi, Hong Kong, Nagoya-Centrair, Taichung, Đài Bắc-Đào Viên |
| China Southern Airlines                | Trường Xuân, Trường Sa, Thành Đô, Đại Liên, Quảng Châu, Quế Lâm, Quý Dương, Nanchang, Nam Ninh, Thanh Đảo, Thẩm Dương, Thâm Quyến, Urumqi, Vũ Hán, Tây An, Tây Ninh, Zhuhai                                                          |
| EVA Air                                | Đài Bắc-Đào Viên |
| Far Eastern Air Transport              | Kaohsiung, Taipei-Songshan |
| Fuzhou Airlines                        | Phúc Châu, Yinchuan |
| Hainan Airlines                        | Trường Sa, Trường Trị, Đại Liên, Phúc Châu, Quảng Châu, Hải Khẩu, Hàng Châu, Hợp Phì, Nam Kinh, Tam Á, Thượng Hải-Hồng Kiều, Thượng Hải-Phố Đông, Thâm Quyến, Hạ Môn                                                                 |
| Hong Kong Airlines                     | Hong Kong |
| Joy Air                                | Baotou, Hợp Phì, Ngân Xuyên, Yulin, Trịnh Châu |
| Juneyao Airlines                       | Hàng Châu, Thượng Hải-Hồng Kiều |
| Kunming Airlines                       | Côn Minh |
| Lucky Air                              | Datong, Hohhot, Côn Minh |
| Ruili Airlines                         | Hohhot, Côn Minh |
| Shandong Airlines                      | Baotou, Tế Nam, Lanzhou, Nam Kinh, Thanh Đảo, Urumqi, Hạ Môn |
| Shanghai Airlines                      | Thượng Hải-Hồng Kiều |
| Shenzhen Airlines                      | Cáp Nhĩ Tân, Côn Minh, Nam Kinh, Tam Á, Thẩm Dương, Thâm Quyến, Ngân Xuyên |
| Sichuan Airlines                       | Thành Đô, Trùng Khánh, Hàng Châu, Cáp Nhĩ Tân, Tam Á, Thẩm Dương |
| Thai Lion Air                          | Thuê chuyến: Bangkok-Don Mueang |
| Tianjin Airlines                       | Quý Dương, Hohhot, Lanzhou, Nanchang, Nam Ninh, Thiên Tân, Ngân Xuyên |
| Tibet Airlines                         | Lanzhou, Lhasa |
| West Air (Trung Quốc)                  | Trùng Khánh |
| Xiamen Airlines                        | Trường Sa, Phúc Châu, Hàng Châu, Huangshan, Vũ Hán, Hạ Môn |
| Vietnam Airlines                       | Thuê chuyến: Đà Nẵng |